# Bellechaume
Bellechaume es una localidad y comuna francesa situada en la región de Borgoña, departamento de Yonne, en el distrito de Auxerre y cantón de Brienon-sur-Armançon.

## Demografía
| 471 | 495 | 454 | 492 | 610 | 601 | 628 | 630 | 637 | 647 | 656 | 576 | 606 | 570 | 567 | 510 | 519 | 491 | 482 | 444 | 390 | 381 | 375 | 397 | 380 | 294 | 296 | 259 | 270 | 276 | 333 | 441 | 458 |
| Para los censos de 1962 a 1999 la población legal corresponde a la población sin duplicidades (Fuente: INSEE [Consultar]) |     |     |     |     |     |     |     |     |     |     |     |     |     |     |     |     |     |     |     |     |     |     |     |     |     |     |     |     |     |     |     |     |

## Personas vinculadas
- Gaston Ramon, veterinario y biólogo, descubridor de la vacuna antidiftérica.